# Zbyszko Bednorz
Zbyszko Bednorz (* 11. Oktober 1913 in Skalmierzyce; † 28. November 2010 in Opole) war ein polnischer Schriftsteller, Publizist und Literaturhistoriker. Er war Sohn des schlesischen Nationalaktivisten Józef Bednorz.

## Leben
Bednorz absolvierte das Gymnasium in Chorzów und studierte ab 1935 Polonistik an der Universität Posen, wo er 1939 den Magister erwarb. Während seines Studiums debütierte er 1936 als Lyriker mit dem Gedicht Lęk, das in der Zeitschrift Głos publiziert wurde. Für die schlesische Wochenzeitschrift Powstaniec arbeitete er ab 1938 als Redakteur. Nach dem Ausbruch des Zweiten Weltkrieges versteckte er sich zunächst im Dorf Kuźnica bei Wieluń und hielt sich ab dem Winter 1940 in Warschau auf. Dort schloss er sich der Untergrundorganisation Ojczyzna an und lehrte am Tajne Pedagogium Ziem Zachodnich. Zudem arbeitete er von 1942 bis 1944 mit der Zeitschrift Ziemie Zachodnie Rzeczypospolitej sowie von 1943 bis 1944 mit der Monatsschrift Zachodnia Straż Rzeczypospolitej zusammen. Am Warschauer Aufstand nahm er aktiv teil und wurde nach dessen Niederschlagung in das Arbeitslager in Spellen deportiert. Von dort konnte er jedoch zurück nach Polen fliehen.
Nach dem Zweiten Weltkrieg kehrte er nach Chorzów zurück und engagierte sich für das literarisch-kulturelle Leben in Schlesien. So war er Verwaltungsmitglied der Filiale des Verbandes der Polnischen Literaten in Katowice sowie von 1945 bis 1949 Redaktionsmitglied der Wochenzeitschrift Odra. Daneben bereitete er Radiosendungen und Reportagen für das Polskie Radio vor und war von 1948 bis 1949 literarischer Leiter des Verlags Wydawnictwo św. Jacka in Katowice.
Unter dem Vorwurf konspirativer Tätigkeiten nach dem Krieg wurde er 1949 zu 15 Jahren Haft verurteilt, wobei das Urteil nach einer Amnestie auf acht Jahre gekürzt wurde. Durch die Intervention von Bolesław Piasecki wurde er wegen seiner Nützlichkeit für die Entwicklung der Wiedergewonnenen Gebiete frühzeitig entlassen. Nach seiner Entlassung im Oktober 1951 lebte er zunächst in Katowice und siedelte 1954 nach Opole um. Dort nahm er seine schriftstellerische und publizistische Tätigkeit wieder auf. Daneben war er von 1955 bis 1960 literarischer Leiter des Verlags Pallotinum in Posen. Zudem war ein aktives Mitglied der Filiale des Verbandes der Polnischen Literaten in Opole, deren Leitung er mehrmals übernahm. Für das Schlesische Institut in Opole arbeitete er von 1960 bis 1980. An der Universität Breslau promovierte er 1965 mit der Arbeit Literatura ludowa współczesnej Opolszczyzny. (Omówienie i wybór tekstów) (Doktorvater: Bogdan Zakrzewski). Am Schlesischen Institut wurde er 1975 als Dozent angestellt, wo er bis zu seiner Pensionierung 1980 tätig war.

## Werke
- Śląsk wierny ojczyźnie, 1943
- Glossy śląskie, 1945
- Od Opola do Wrocławia, 1946
- Strofy serdeczne, 1946
- Dzieci i bagaże, 1953
- Będzie bratem, 1955
- Ręce wzniesione. Powieść biograficzna, 1958
- Dizałaność „Kółka Polskiego“ we Wrocławiu (1895–1906) w świetle świeżo odnalezionych protokołów z posiedzeń, 1959
- Szczepon czyl Rzecz o Józefie Ryszcze, 1960
- Urok mowy wyzwolonej. Esej o współczesnym pisarstwie ludowym na Opolszczyźnie, 1962
- Imię domu wschodzącego, 1963
- Ludowe żniwo literackie. Pisarstwo ludowe współczesnyej Opolszczyźnie, 1966
- Słowo w stronę rzeki. Szkic o Odrze w literaturze polskiej, 1968
- Nad rocznikami dawnych gazet śląskich. Studium z polskiego życia literacko-kulturalnego XIX i XX wieku, 1971
- Z Janem… Powieść współczesna, 1971
- Dyszlem i parą. Z dziejów polskiej literatury podróźniczej na Śląsku, 1978
- Na Zapiecku trzy okna. Opowiadania, 1978
- Lata krecie i orłowe, 1987
- Do wyjaśnienia, 1993
- Dziedzictwo słowa i pióra, dziedzictwo służby, 2000
- Gniazdo wędrujące, 2000
- Wśród dróg moich do Ciebie. Wiersze religijne, rodzinne, okolicznościowe, 2000
- Na Chabrach przy pół czarnej. Fragmenty dziennika, 2003

## Auszeichnungen
- 1975: Ritterkreuz Polonia Restituta
- 1988: Komturkreuz Polonia Restituta